# Алёшкин, Александр Иванович
Алекса́ндр Ива́нович Алёшкин (1923 — 17 июля 1943) — советский офицер, участник Великой Отечественной войны, командир миномётной роты 142-го стрелкового полка 5-й стрелковой дивизии 63-й армии Брянского фронта.
Герой Советского Союза (27.08.1943), старший лейтенант.

## Биография
Родился в 1923 году в селе Чувардино (ныне — Дмитровского района Орловской области) в крестьянской семье. По национальности русский.
Получил неполное среднее образование. Член ВКП(б)/КПСС. До войны работал в сельском клубе.
Призван в ряды Красной Армии в 1941 году. С первых дней Великой Отечественной войны на фронте. Старший лейтенант Алёшкин особо отличился в боях на подступах к Орлу. 17 июля 1943 года в окрестностях деревни Подмаслово отразил две контратаки противника, уничтожил несколько пулемётов и нанёс большой урон вражеской пехоте. При отражении очередной, третьей по счёту, контратаки гитлеровцев, поддержанной артиллерийско-миномётным огнём и шестью танками, отважный командир поднял бойцов навстречу врагу. Он первым ворвался в занятые врагом траншеи и четырьмя гранатами уничтожил группу немецких автоматчиков. В этом бою А. И. Алёшкин погиб.

Указом Президиума Верховного Совета СССР от 27 августа 1943 года
за образцовое выполнение боевых заданий Командования на фронте борьбы с немецкими захватчиками и проявленные при этом отвагу и геройство

 старшему лейтенанту Алёшкину Александру Ивановичу присвоено звание Героя Советского Союза (посмертно).

## Награды
- Медаль «Золотая Звезда» Героя Советского Союза
- Орден Ленина